# Timo Meier
Timo Meier, född 8 oktober 1996, är en schweizisk professionell ishockeyforward som spelar för New Jersey Devils i NHL. 
Han har tidigare spelat på NHL-nivå för  San Jose Sharks och på lägre nivåer för San Jose Barracuda i AHL, Rouyn-Noranda Huskies och Halifax Mooseheads i QMJHL samt Rapperswil-Jona Lakers i Elite Jr. A.
Meier valdes av Sharks i första rundan som nionde spelare totalt vid NHL Entry Draft 2015.

## Statistik

### Klubbkarriär
| 2012–13    | Rapperswil-Jona Lakers | Elite Jr. A | 33  | 13 | 17 | 30  | 56  | —  | —  | —  | —  | —  |
| 2013–14    | Halifax Mooseheads     | QMJHL       | 66  | 17 | 17 | 34  | 48  | 12 | 1  | 3  | 4  | 8  |
| 2014–15    | Halifax Mooseheads     | QMJHL       | 61  | 44 | 46 | 90  | 59  | 14 | 10 | 11 | 21 | 18 |
| 2015–16    | Halifax Mooseheads     | QMJHL       | 23  | 11 | 25 | 36  | 22  | —  | —  | —  | —  | —  |
| 2015–16    | Rouyn-Noranda Huskies  | QMJHL       | 29  | 23 | 28 | 51  | 24  | 18 | 11 | 12 | 23 | 30 |
| 2016–17    | San Jose Barracuda     | AHL         | 33  | 14 | 9  | 23  | 40  | 14 | 4  | 3  | 7  | 41 |
| 2016–17    | San Jose Sharks        | NHL         | 34  | 3  | 3  | 6   | 10  | 5  | 0  | 0  | 0  | 2  |
| 2017–18    | San Jose Sharks        | NHL         | 81  | 21 | 15 | 36  | 51  | 10 | 2  | 3  | 5  | 10 |
| 2018–19    | San Jose Sharks        | NHL         | 78  | 30 | 36 | 66  | 55  | 20 | 5  | 10 | 15 | 34 |
| 2019–20    | San Jose Sharks        | NHL         | 70  | 22 | 27 | 49  | 42  | —  | —  | —  | —  | —  |
| NHL totalt | NHL totalt             | NHL totalt  | 263 | 76 | 81 | 157 | 158 | 35 | 7  | 13 | 20 | 46 |

### Internationellt
| År            | Lag           | Turnering     | Resultat      |    | Matcher | Mål | Assist | Poäng | Utv |
| ------------- | ------------- | ------------- | ------------- | -- | ------- | --- | ------ | ----- | --- |
| 2013          | Schweiz       | U18           | 6:a           | 2  | 0       | 0   | 0      | 0     |     |
| 2013          | Schweiz       | IH18          | 6:a           | 4  | 0       | 1   | 1      | 4     |     |
| 2015          | Schweiz       | JVM           | 9:a           | 6  | 2       | 4   | 6      | 2     |     |
| 2016          | Schweiz       | JVM           | 9:a           | 6  | 2       | 3   | 5      | 4     |     |
| 2018          | Schweiz       | VM            | 2             | 7  | 2       | 5   | 7      | 2     |     |
| Junior totalt | Junior totalt | Junior totalt | Junior totalt | 18 | 4       | 8   | 12     | 10    |     |
| Senior totalt | Senior totalt | Senior totalt | Senior totalt | 7  | 2       | 5   | 7      | 2     |     |

## Meriter
| Merit                                             | År   |
| ------------------------------------------------- | ---- |
| QMJHL                                             |      |
| Second All-Star Team                              | 2015 |
| Michael Bossy Trophy – Best Professional Prospect | 2015 |